# دو عاشق به‌هنگام والس
دو عاشق به‌هنگام والس (انگلیسی: Two Hearts in Waltz Time) یک فیلم موزیکال عاشقانه به کارگردانی کارمینه گالونه است که در سال ۱۹۳۴ منتشر شد.

## بازیگران
- کارل بریسون
- فرانسیس دی
- رولاند کالور
- والری هابسن
- پیتر گاثورن